# Līshkā
Līshkā (persiska: Labeshkā, لیشکا) är en ort i Iran.   Den ligger i provinsen Gilan, i den norra delen av landet, 220 km nordväst om huvudstaden Teheran. Antalet invånare är 143.
Terrängen runt Līshkā är mycket platt. Runt Līshkā är det tätbefolkat, med 397 invånare per kvadratkilometer. Närmaste större samhälle är Lāhījān, 16,5 km söder om Līshkā. Trakten runt Līshkā består till största delen av jordbruksmark.